# Rilkeensemblen
Rilke Ensemblen är en sångensemble för nutida och tidig musik i Göteborg. Den startades 1980 av Gunnar Eriksson och arbetar fortfarande (2013) under hans ledning. Namnet vill erinra om poeten Rainer Maria Rilke. Ensemblen består numera av 16 personer och anses vara en av Europas främsta vokalensembler. Den har samarbetat med många olika tonsättare genom åren, vilka emellanåt även skrivit musik direkt för ensemblen, däribland Karin Rehnqvist, Thomas Jennefelt, Sven-David Sandström och Per Nørgård.

## Priser och utmärkelser
- 2004 – Årets kör

## Diskografi
- 1982 – Som en vind
- 1986 – Jorden är som ett barn
- 1991 – Music for a While
- 1994 – Mysterium
- 1996 – Rilke Ensemble Sings Per Nørgård
- 1999 – Det korta livet – The Short Life
- 2001 – En god jul
- 2005 – The Rilke Ensemble Sings Arne Mellnäs
- 2006 – Rilkeensemblen & Gunnar Eriksson